# مایکل ویس (روزنامه‌نگار)

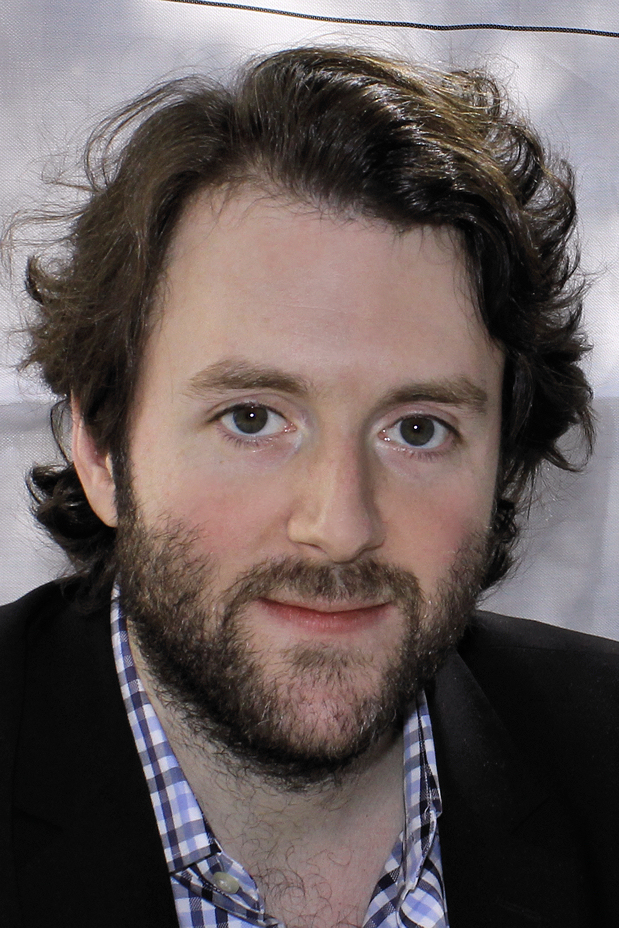
نگارهٔ مایکل ویس، روزنامه‌نگار آمریکایی - ۲۰۱۵

مایکل ویس (به انگلیسی: Michael Weiss) نویسنده و روزنامه‌نگار آمریکایی و یکی از نویسندگان کتاب پرفروش داعش: گزارشی از درون ارتش وحشت است. او در برخی برنامه‌های تلویزیونی سی‌ان‌ان به تحلیل مسائل سیاسی می‌پردازد و از نویسندگان برجسته دیلی بیست و فارن پالیسی است.
طی دوران ریاست جمهوری جرج دابلیو بوش، وایس برای نشریه نومحافظه کار ویکلی استاندارد کار می‌کرد. در ژوئن سال ۲۰۱۳، وایس به همراه الیزابت اوبگی در مقاله در مجله آتلانتیک، نه تنها مسلح کردن شورشیان سوری را ناکافی دانست، بلکه خواهان نابودی توان هوایی حکومت سوریه شد.